# Henrik I av Champagne
Henrik I av Champagne, född 1127, död 1181, var regerande greve av Champagne från 1152 till 1181. 